# Smak życia 2
Smak życia 2 (fr. Les poupées russes) – francusko–brytyjski film z 2005 roku w reżyserii Cédrica Klapischa. Jest to kontynuacja filmu z 2002 roku.

## Opis fabuły
Przyjaciele ze studiów w Barcelonie spotykają się ponownie w Sankt Petersburgu na ślubie Williama, brata Wendy, z Natachą. Xavier, główny bohater oraz narrator filmu, wspomina miniony rok opisując swoją pracę i życie prywatne.

## Obsada
- Romain Duris – Xavier
- Kelly Reilly – Wendy
- Cécile de France – Isabelle
- Lucy Gordon – Celia Shelburn
- Audrey Tautou – Martine
- Irene Montalà - Neus
- Kevin Bishop – William
- Evguenia Obraztsova – Natacha
- Cristina Brondo – Soledad
- Federico D'Anna – Alessandro
- Barnaby Metschurat – Tobias
- Christian Pagh – Lars